# Голованов, Сергей Петрович
Серге́й Петро́вич Голова́нов (8 октября 1909, Новохаритоново — 4 октября 1990, Москва) — советский актёр театра и кино. Заслуженный артист РСФСР (1953).

## Биография
Родился в деревне Новохаритоново (ныне — Раменский муниципальный округ Московской области).
В 1928 году окончил керамическое училище, до 1933 года работал по специальности.
В 1933—1937 годах был актёром студии «Постройка», затем — в театре Морфлота, Первом колхозном в Москве.
Актёр Фронтового театра ВТО в годы Великой Отечественной войны, многократно выезжал на фронт, провёл более 500 выступлений.
С 1953 по 1985 год играл в Театре-студии киноактёра.
Скончался в Москве. Похоронен на Хованском кладбище.

### Семья
Жена — Мария Сергеевна Виноградова (1922—1995), актриса театра и кино.

## Фильмография
- 1955 — Они спустились с гор — Василий Иванович Буланов, сталевар
- 1956 — Без вести пропавший — штандартенфюрер Фегелейн
- 1956 — Они были первыми — Владимир Николаевич Заблоцкий
- 1956 — Тайна двух океанов — Николай Горелов
- 1957 — Звёздный мальчик — дровосек
- 1957 — Случай в пустыне — начальник
- 1958 — Девушка с гитарой — Колосов, председатель жюри
- 1958 — Маяковский начинался так…
- 1959 — Человек меняет кожу — Морозов
- 1960 — Прерванная песня — советский генерал
- 1960 — Простая история — корреспондент (нет в титрах)
- 1960 — Сильнее урагана — Грубер
- 1961 — Музыка Верди (к/м) — Рагинский
- 1961 — Ночь без милосердия — доктор
- 1962 — 713-й просит посадку — американец
- 1963 — Ждите нас на рассвете — румынский полковник
- 1963 — Тишина — майор милиции
- 1964 — Дочь Стратиона — партизан (нет в титрах)
- 1964 — Ко мне, Мухтар! — адмирал Александр Колесов
- 1964 — Председатель — Коробков, московский корреспондент
- 1964 — Ракеты не должны взлететь — немецкий офицер
- 1964 — Свет далёкой звезды — следователь НКВД
- 1965 — Пакет — белый генерал
- 1965 — Три времени года
- 1965 — Чёрный бизнес — профессор Роустер, глава иностранной делегации
- 1965 — Чрезвычайное поручение — полковник царской армии
- 1966 — Их знали только в лицо — фон Гетц
- 1966 — По тонкому льду — Борис Антонович Селихов
- 1966 — Сказка о царе Салтане — корабельщик
- 1967 — Взорванный ад — русский эмигрант в школе разведчиков
- 1967 — Майор Вихрь — Биргоф (нет в титрах)
- 1967 — Про чудеса человеческие — главврач фронтового госпиталя
- 1967 — Таинственная стена — учёный на пресс-конференции
- 1968 — Угрюм-река — судья
- 1969 — Взрыв после полуночи — эпизод
- 1970 — Когда расходится туман — Михаил Венедиктович, учёный-паразитолог
- 1970 — Морской характер — комдив
- 1973 — Возле этих окон… — Спицын, агитатор
- 1973 — За час до рассвета — полковник Мягков
- 1973 — И на Тихом океане… — Кирилл Львович
- 1973 — Семнадцать мгновений весны — Арчибальд Керр, посол Великобритании
- 1974 — Агония — Алексей Андреевич Поливанов, военный министр
- 1976 — Преступление — Арнольд Захарович, приёмщик
- 1976 — Тимур и его команда — дед
- 1977 — Мимино — генерал в приёмной (нет в титрах)
- 1977 — Отклонение — ноль — генерал (нет в титрах)
- 1977 — Ты иногда вспоминай — эпизод
- 1978 — Емельян Пугачёв — Пётр Панин
- 1979 — Семейный круг — отец Сомовой
- 1981 — Брелок с секретом — администратор гостиницы
- 1981 — Танкодром — эпизод
- 1983 — Счастье Никифора Бубнова — Анисим, дед Зинки
- 1984 — Время желаний — пожилой обменщик
- 1984 — Второй раз в Крыму — Николай Петрович
- 1985 — Дикий хмель — дед Наташи
- 1985 — Победа — Вышинский

## Почётные звания
- заслуженный артист РСФСР (12 ноября 1953)[5].